# Encyrtus meon
Encyrtus meon är en stekelart som beskrevs av Walker 1838. Encyrtus meon ingår i släktet Encyrtus och familjen sköldlussteklar. Inga underarter finns listade i Catalogue of Life.